# Evarcha optabilis
Evarcha optabilis är en spindelart som först beskrevs av Fox 1937.  Evarcha optabilis ingår i släktet Evarcha och familjen hoppspindlar. Inga underarter finns listade i Catalogue of Life.